# Svein Oddvar Moen
Svein Oddvar Moen, né le 22 janvier 1979, est un arbitre norvégien de football. Débutant en 1995-1996, il officie en Tippeligaen depuis 2004 et en Ligue des champions depuis 2010.

## Carrière
Il a officié dans des compétitions majeures : 
- Ligue des champions de l'UEFA depuis 2010
- Coupe de Norvège de football 2008 (finale)
- Championnat d'Europe de football des moins de 19 ans 2008 (3 matchs)
- Coupe du monde de football des moins de 17 ans 2011 (3 matchs dont la finale)
- Euro 2016